# Ophiomyia stenophaga
Ophiomyia stenophaga är en tvåvingeart som beskrevs av Pakalniskis 1998. Ophiomyia stenophaga ingår i släktet Ophiomyia och familjen minerarflugor. Inga underarter finns listade i Catalogue of Life.